# 1706
Il 1706 (MDCCVI in numeri romani) è un anno  del XVIII secolo.

## Eventi
- 19 aprile – Battaglia di Calcinato: Episodio della Guerra di successione di Spagna.
- 14 maggio - 7 settembre – Assedio di Torino: Oltre 44 000 soldati francesi accerchiarono la cittadella di Torino fortificata difesa da circa 10.500 soldati sabaudi che combatterono strenuamente dal 14 maggio fino al 7 settembre, quando l'esercito giunto a difesa della città comandato dal Principe Eugenio e dal duca Vittorio Amedeo II costrinse i nemici a una precipitosa ritirata.
- 23 maggio – Battaglia di Ramillies: L'armata della Grande Alleanza sconfigge l'esercito franco-bavarese.
- 8 settembre – Battaglia di Castiglione: Episodio della Guerra di successione di Spagna.
- 24 settembre – Trattato di Altranstädt: Carlo XII di Svezia e Augusto II di Polonia firmano un trattato che pone temporaneamente fine alla partecipazione della Sassonia alla grande guerra del Nord contro la Svezia, e impone la rottura dell'alleanza tra Augusto II e lo zar Pietro I di Russia nonché la rinuncia del monarca alle sue pretese sul trono della Confederazione polacco-lituana.
- 3 novembre – Terremoto della Maiella del 1706.

## Nati

### Gennaio
- 1º gennaio - Henry Howard, X conte di Suffolk, nobile britannico († 1745)
- 2 gennaio - Girolamo Tartarotti, abate, letterato e filosofo italiano († 1761)
- 3 gennaio - Johann Caspar Füssli, pittore, disegnatore e scrittore svizzero († 1782)
- 14 gennaio - Augusto Giorgio di Baden-Baden, sovrano tedesco († 1771)
- 17 gennaio - Benjamin Franklin, scienziato, politico e inventore statunitense († 1790)
- 17 gennaio - Pompeo Neri, giurista e politico italiano († 1776)
- 20 gennaio - Federico Carlo Augusto di Lippe-Biesterfeld, conte tedesco († 1781)
- 28 gennaio - John Baskerville, imprenditore britannico († 1775)

### Febbraio
- 3 febbraio - Giovanni Antonio Cybei, scultore e religioso italiano († 1784)
- 6 febbraio - Teodora d'Assia-Darmstadt, nobildonna austriaca († 1784)
- 11 febbraio - Nils Rosen von Rosenstein, medico svedese († 1773)
- 13 febbraio - Giuseppe Antonio Orelli, pittore svizzero († 1776)
- 16 febbraio - Giorgio Maria Lascaris, arcivescovo cattolico e patriarca cattolico italiano († 1795)

### Marzo
- 1º marzo - Sébastien François Bigot de Morogues, militare francese († 1781)
- 6 marzo - Franz Christoph von Hutten, cardinale e vescovo cattolico tedesco († 1770)
- 10 marzo - Franz Konrad von Rodt, cardinale e vescovo cattolico tedesco († 1775)
- 11 marzo - Schenandoa, condottiero nativo americano († 1816)
- 14 marzo - Siegmund Jakob Baumgarten, teologo tedesco († 1757)
- 14 marzo - Udalrico Fantelli, presbitero e allevatore italiano († 1784)
- 23 marzo - Anna Maria Barbara Abesch, pittrice svizzera († 1773)
- 29 marzo - Francesco Antonio La Fornara, cantante italiano († 1781)
- 30 marzo - Tommaso Struzzieri, vescovo cattolico italiano († 1780)

### Aprile
- 6 aprile - Louis de Cahusac, drammaturgo, poeta e enciclopedista francese († 1759)
- 24 aprile - Giovan Gualberto Brunetti, compositore italiano († 1787)
- 24 aprile - Giovanni Battista Martini, francescano, compositore e teorico della musica italiano († 1784)

### Maggio
- 12 maggio - François Boissier de Sauvages de Lacroix, medico e botanico francese († 1767)
- 22 maggio - Samuel Troilius, religioso svedese († 1764)
- 27 maggio - Andrea Pasta, medico e letterato italiano († 1782)

### Giugno
- 10 giugno - John Dollond, astronomo inglese († 1761)
- 15 giugno - Johann Joachim Kändler, ceramista tedesco († 1775)
- 20 giugno - Carlo Camuzi, patriarca cattolico italiano († 1788)

### Luglio
- 3 luglio - Johann Joseph von Khevenhüller-Metsch, nobile, politico e diplomatico austriaco († 1776)
- 4 luglio - Giambettino Cignaroli, pittore italiano († 1770)
- 6 luglio - Rudolph Joseph von Colloredo-Waldsee, nobile e politico austriaco († 1788)
- 16 luglio - Charles Godefroy de La Tour d'Auvergne, nobile francese († 1771)

### Agosto
- 4 agosto - Federico Carlo di Schleswig-Holstein-Sonderburg-Plön, principe danese († 1761)
- 8 agosto - Horace Mann, ambasciatore britannico († 1786)
- 11 agosto - Maria Augusta di Thurn und Taxis, duchessa († 1756)
- 13 agosto - Gaetano Lapis, pittore italiano († 1773)
- 19 agosto - Cristoforo Sizzo de Noris, vescovo cattolico italiano († 1776)
- 20 agosto - Johann Baptist von Thurn und Taxis, vescovo cattolico tedesco († 1762)
- 21 agosto - Gaetano I Boncompagni Ludovisi, principe († 1777)

### Settembre
- 8 settembre - Antoine de Favray, pittore francese († 1798)
- 9 settembre - Francesco Maria Banditi, cardinale e arcivescovo cattolico italiano († 1796)
- 13 settembre - Clément de Taffanel de La Jonquière, ammiraglio francese († 1795)
- 13 settembre - Giacinto Manna, clavicembalista italiano († 1768)
- 21 settembre - Polissena d'Assia-Rheinfels-Rotenburg, principessa († 1735)
- 27 settembre - Michelangelo Carmeli, filologo italiano († 1766)

### Ottobre
- 5 ottobre - Filippo Venuti, archeologo e enciclopedista italiano († 1768)
- 6 ottobre - Carlotta Amalia di Danimarca, principessa danese († 1782)
- 9 ottobre - Jean-Denis Dupré, ballerino francese († 1782)
- 12 ottobre - Luigi Gualterio, cardinale e arcivescovo cattolico italiano († 1761)
- 16 ottobre - Giuseppe Appiani, pittore, disegnatore e incisore italiano († 1785)
- 18 ottobre - Baldassare Galuppi, compositore e organista italiano († 1785)

### Novembre
- 6 novembre - William Tans'ur, compositore e insegnante inglese († 1783)
- 7 novembre - Carlo Cecere, compositore e musicista italiano († 1761)
- 8 novembre - Johann Ulrich von Cramer, giurista e filosofo tedesco († 1772)
- 11 novembre - Federico Guglielmo II di Nassau-Siegen, principe tedesco († 1734)
- 14 novembre - Giovanni Battista Cacherano di Bricherasio, generale italiano († 1782)
- 18 novembre - Giovanni Federico Alessandro di Wied-Neuwied, conte († 1791)
- 22 novembre - Charles Spencer, III duca di Marlborough, nobile, politico e militare britannico († 1758)
- 26 novembre - Carlo di Holstein-Gottorp, principe tedesco († 1727)

### Dicembre
- 9 dicembre - Francesco Ladatte, scultore italiano († 1787)
- 17 dicembre - Émilie du Châtelet, matematica, fisica e letterata francese († 1749)
- 24 dicembre - Anna Sofia Carlotta di Brandeburgo-Schwedt, nobildonna tedesca († 1751)
- 25 dicembre - Maria Anna di Schwarzenberg, principessa tedesca († 1755)
- 30 dicembre - Giuseppe Mosca, medico e biografo italiano († 1780)
- 31 dicembre - Maria Crocifissa Satellico, religiosa italiana († 1745)
- 31 dicembre - Alfonso Niccolai, gesuita e teologo italiano († 1784)

### Senza giorno specificato
- James Abercrombie, generale britannico († 1781)
- Anastasio della Croce, teologo tedesco († 1761)
- Anne Egerton, nobildonna inglese († 1762)
- Giuseppe Asclepi, astronomo e matematico italiano († 1776)
- Sabina Auffenwerth, ceramista e decoratrice tedesca († 1782)
- Muhammad Baqir Behbahani, teologo e giurista persiano († 1791)
- John Belchier, medico inglese († 1785)
- Andrea Bernasconi, compositore italiano († 1784)
- Johann Boumann, architetto olandese († 1776)
- Valeriano Canati, poeta italiano († 1787)
- Francesco Carrega, pittore italiano († 1781)
- Joseph Dulac, militare e scrittore italiano († 1757)
- John Ellicott, orologiaio inglese († 1772)
- Johann Christoph Heilbronner, matematico e teologo tedesco († 1745)
- Hyacinthe de La Pegna, pittore fiammingo († 1772)
- James Mann, ottico inglese († 1756)
- Sarah Mapp, medico inglese († 1737)
- Girolamo Medebach, attore teatrale italiano († 1790)
- Mentewab, imperatrice etiope († 1773)
- Giovanni Domenico Olivieri, scultore italiano († 1762)
- Simon François Ravenet, incisore francese († 1774)
- Pierre Antoine de Raymondis d'Éoux, ammiraglio francese († 1792)
- Bernard-Joseph Saurin, drammaturgo, scrittore e poeta francese († 1781)
- Joseph Wagner, incisore, docente e editore tedesco († 1780)
- Edward Walpole, politico inglese († 1784)
- Anna Williams, poetessa gallese († 1783)
- Anton Maria Zanetti, bibliotecario e critico d'arte italiano († 1778)
- As'ad Pascià al-Azm,  siriano († 1757)

## Morti

### Gennaio
- 3 gennaio - Vincenzo Manni, poeta e letterato italiano (n. 1646)
- 10 gennaio - Luisa Roldán, scultrice spagnola (n. 1652)
- 17 gennaio - Philipp Peter Roos, pittore tedesco (n. 1657)
- 21 gennaio - Adrien Baillet, presbitero, teologo e letterato francese (n. 1649)

### Febbraio
- 5 febbraio - Pierre-Armand du Cambout de Coislin, cardinale e vescovo cattolico francese (n. 1636)
- 6 febbraio - Agostino Silva, scultore svizzero (n. 1628)
- 11 febbraio - Maria Theresa van Thielen, pittrice fiamminga (n. 1640)
- 27 febbraio - John Evelyn, scrittore inglese (n. 1620)

### Marzo
- 3 marzo - Johann Pachelbel, musicista, compositore e organista tedesco (n. 1653)
- 31 marzo - Filippo Maria Resta, vescovo cattolico italiano (n. 1661)

### Aprile
- 2 aprile - Giuseppe Girolamo Semenzi, presbitero, scrittore e storico italiano (n. 1645)
- 3 aprile - Giovanni Cinelli Calvoli, medico, letterato e bibliografo italiano (n. 1626)
- 7 aprile - Giovanni Battista Volpato, pittore e critico d'arte italiano (n. 1633)
- 12 aprile - Thomas Howard, III conte di Berkshire, nobile e politico inglese (n. 1619)
- 17 aprile - Louis Lapara de Fieux, ingegnere e militare francese (n. 1651)
- 22 aprile - Guglielmina Ernestina di Danimarca, principessa danese (n. 1650)
- 27 aprile - Bernardo I di Sassonia-Meiningen, nobile (n. 1649)

### Maggio
- 2 maggio - Georg Joseph Kamel, gesuita, missionario e botanico ceco (n. 1661)
- 6 maggio - Friedrich Christian von Plettenberg, vescovo cattolico tedesco (n. 1644)
- 11 maggio - Sataliviti, brigante italiano (n. 1679)
- 23 maggio - Cristiano Carlo di Schleswig-Holstein-Sonderburg-Plön-Norburg, militare tedesco (n. 1674)
- 26 maggio - Marcantonio Barbarigo, cardinale e arcivescovo cattolico italiano (n. 1640)

### Giugno
- 15 giugno - Ferdinand Bonaventura I von Harrach, nobile, diplomatico e politico austriaco (n. 1637)
- 30 giugno - Jacques Boyvin, organista e compositore francese

### Luglio
- 2 luglio - John Methuen, diplomatico inglese (n. 1650)
- 2 luglio - Kimpa Vita, politica angolana
- 9 luglio - Pierre Le Moyne d'Iberville, navigatore e esploratore francese (n. 1661)
- 21 luglio - Gabriele Filippucci, cardinale italiano (n. 1631)
- 30 luglio - Fëdor Alekseevič Golovin, politico, diplomatico e nobile russo (n. 1650)

### Agosto
- 5 agosto - Marzio Erculei, presbitero, musicista e cantante castrato italiano (n. 1627)
- 10 agosto - Lorenzo Vaccaro, scultore, architetto e pittore italiano (n. 1655)
- 14 agosto - Pedro de Salazar Gutiérrez de Toledo, cardinale e vescovo cattolico spagnolo (n. 1630)
- 18 agosto - Luigi Omodei, cardinale italiano (n. 1657)
- 26 agosto - Michael Willmann, pittore tedesco (n. 1630)
- 30 agosto - Pietro Micca, militare e operaio italiano (n. 1677)

### Settembre
- 1º settembre - Cornelis de Man, pittore olandese (n. 1621)
- 8 settembre - Romanus Weichlein, compositore e violinista austriaco (n. 1652)
- 9 settembre - Ferdinand de Marsin, generale e diplomatico francese (n. 1656)
- 12 settembre - Marcantonio Grillo, III marchese di Clarafuente, nobile italiano (n. 1643)
- 22 settembre - Abdullah Mu'adzam Shah di Kedah, sovrano malese
- 26 settembre - Onofrio Gabrieli, pittore italiano (n. 1619)

### Ottobre
- 5 ottobre - Elisabetta Albertina di Anhalt-Dessau, nobile (n. 1665)
- 6 ottobre - Giovanni Ambrogio Besozzi, pittore italiano (n. 1648)
- 23 ottobre - Jean Foy-Vaillant, numismatico e avvocato francese (n. 1632)
- 26 ottobre - Andreas Werckmeister, compositore, organista e teorico della musica tedesco (n. 1645)

### Novembre
- 15 novembre - Tsangyang Gyatso, monaco buddhista tibetano (n. 1683)
- 16 novembre - Godfried Schalcken, pittore olandese (n. 1643)
- 28 novembre - Eleonora de Moura, nobile portoghese

### Dicembre
- 2 dicembre - Johann Georg Ahle, musicista tedesco (n. 1651)
- 2 dicembre - Reginaldus Cools, vescovo cattolico fiammingo (n. 1618)
- 3 dicembre - Emilia Giuliana di Barby-Muehlingen, compositrice tedesca (n. 1637)
- 8 dicembre - Abraham Nicolas Amelot de la Houssaye, storico francese (n. 1634)
- 9 dicembre - Pietro II del Portogallo, re portoghese (n. 1648)
- 12 dicembre - Cristiano Ludovico di Waldeck, nobile tedesco (n. 1635)
- 19 dicembre - Massimiliano Enrico di Wied-Runkel, conte (n. 1681)
- 28 dicembre - Pierre Bayle, filosofo, scrittore e storico francese (n. 1647)

### Senza giorno specificato
- John Banks, drammaturgo inglese (n. 1650)
- Karl Konrad von Beroldingen, diplomatico e militare svizzero (n. 1624)
- Jeanne Dumée, astronoma francese (n. 1660)
- Andreas Elenson, attore teatrale e drammaturgo austriaco (n. 1650)
- Giacomo Farelli, pittore italiano (n. 1629)
- Angelo Finardi, letterato e religioso italiano (n. 1636)
- Ippolito Galantini, religioso e pittore italiano (n. 1627)
- Tielman van Gameren, architetto e ingegnere olandese (n. 1632)
- Hieronim Augustyn Lubomirski, condottiero polacco (n. 1648)
- Alain Manesson Mallet, cartografo e ingegnere francese (n. 1630)
- Peter van Mastricht, predicatore e teologo olandese (n. 1630)
- Sebastiano Moratelli, musicista e compositore italiano (n. 1639)
- Jacques-Charles Poncet, medico e esploratore francese (n. 1655)
- Francesco Rocco, giurista italiano (n. 1629)
- Carlo Sacchi, pittore italiano (n. 1617)
- Agostino Santagostino, pittore italiano (n. 1635)
- Antonio Spinelli, giurista e presbitero italiano (n. 1630)
- Jean Testu de Mauroy, religioso e scrittore francese (n. 1626)
- Frederick de Wit, cartografo e artista olandese (n. 1629)
- Rami Mehmed Pascià, politico e poeta ottomano (n. 1645)

## Calendario
| Calendario 1706 | Calendario 1706 | Calendario 1706 | Calendario 1706 | Calendario 1706 | Calendario 1706 | Calendario 1706 | Calendario 1706 | Calendario 1706 | Calendario 1706 | Calendario 1706 | Calendario 1706 | Calendario 1706 | Calendario 1706 | Calendario 1706 | Calendario 1706 | Calendario 1706 | Calendario 1706 | Calendario 1706 | Calendario 1706 | Calendario 1706 | Calendario 1706 | Calendario 1706 | Calendario 1706 | Calendario 1706 | Calendario 1706 | Calendario 1706 | Calendario 1706 | Calendario 1706 | Calendario 1706 | Calendario 1706 | Calendario 1706 | Calendario 1706 |
| --------------- | --------------- | --------------- | --------------- | --------------- | --------------- | --------------- | --------------- | --------------- | --------------- | --------------- | --------------- | --------------- | --------------- | --------------- | --------------- | --------------- | --------------- | --------------- | --------------- | --------------- | --------------- | --------------- | --------------- | --------------- | --------------- | --------------- | --------------- | --------------- | --------------- | --------------- | --------------- | --------------- |
|                 | 1               | 2               | 3               | 4               | 5               | 6               | 7               | 8               | 9               | 10              | 11              | 12              | 13              | 14              | 15              | 16              | 17              | 18              | 19              | 20              | 21              | 22              | 23              | 24              | 25              | 26              | 27              | 28              | 29              | 30              | 31              |                 |
| Gennaio         | Ve              | Sa              | Do              | Lu              | Ma              | Me              | Gi              | Ve              | Sa              | Do              | Lu              | Ma              | Me              | Gi              | Ve              | Sa              | Do              | Lu              | Ma              | Me              | Gi              | Ve              | Sa              | Do              | Lu              | Ma              | Me              | Gi              | Ve              | Sa              | Do              |                 |
| Febbraio        | Lu              | Ma              | Me              | Gi              | Ve              | Sa              | Do              | Lu              | Ma              | Me              | Gi              | Ve              | Sa              | Do              | Lu              | Ma              | Me              | Gi              | Ve              | Sa              | Do              | Lu              | Ma              | Me              | Gi              | Ve              | Sa              | Do              |                 |                 |                 |                 |
| Marzo           | Lu              | Ma              | Me              | Gi              | Ve              | Sa              | Do              | Lu              | Ma              | Me              | Gi              | Ve              | Sa              | Do              | Lu              | Ma              | Me              | Gi              | Ve              | Sa              | Do              | Lu              | Ma              | Me              | Gi              | Ve              | Sa              | Do              | Lu              | Ma              | Me              |                 |
| Aprile          | Gi              | Ve              | Sa              | Do              | Lu              | Ma              | Me              | Gi              | Ve              | Sa              | Do              | Lu              | Ma              | Me              | Gi              | Ve              | Sa              | Do              | Lu              | Ma              | Me              | Gi              | Ve              | Sa              | Do              | Lu              | Ma              | Me              | Gi              | Ve              |                 |                 |
| Maggio          | Sa              | Do              | Lu              | Ma              | Me              | Gi              | Ve              | Sa              | Do              | Lu              | Ma              | Me              | Gi              | Ve              | Sa              | Do              | Lu              | Ma              | Me              | Gi              | Ve              | Sa              | Do              | Lu              | Ma              | Me              | Gi              | Ve              | Sa              | Do              | Lu              |                 |
| Giugno          | Ma              | Me              | Gi              | Ve              | Sa              | Do              | Lu              | Ma              | Me              | Gi              | Ve              | Sa              | Do              | Lu              | Ma              | Me              | Gi              | Ve              | Sa              | Do              | Lu              | Ma              | Me              | Gi              | Ve              | Sa              | Do              | Lu              | Ma              | Me              |                 |                 |
| Luglio          | Gi              | Ve              | Sa              | Do              | Lu              | Ma              | Me              | Gi              | Ve              | Sa              | Do              | Lu              | Ma              | Me              | Gi              | Ve              | Sa              | Do              | Lu              | Ma              | Me              | Gi              | Ve              | Sa              | Do              | Lu              | Ma              | Me              | Gi              | Ve              | Sa              |                 |
| Agosto          | Do              | Lu              | Ma              | Me              | Gi              | Ve              | Sa              | Do              | Lu              | Ma              | Me              | Gi              | Ve              | Sa              | Do              | Lu              | Ma              | Me              | Gi              | Ve              | Sa              | Do              | Lu              | Ma              | Me              | Gi              | Ve              | Sa              | Do              | Lu              | Ma              |                 |
| Settembre       | Me              | Gi              | Ve              | Sa              | Do              | Lu              | Ma              | Me              | Gi              | Ve              | Sa              | Do              | Lu              | Ma              | Me              | Gi              | Ve              | Sa              | Do              | Lu              | Ma              | Me              | Gi              | Ve              | Sa              | Do              | Lu              | Ma              | Me              | Gi              |                 |                 |
| Ottobre         | Ve              | Sa              | Do              | Lu              | Ma              | Me              | Gi              | Ve              | Sa              | Do              | Lu              | Ma              | Me              | Gi              | Ve              | Sa              | Do              | Lu              | Ma              | Me              | Gi              | Ve              | Sa              | Do              | Lu              | Ma              | Me              | Gi              | Ve              | Sa              | Do              |                 |
| Novembre        | Lu              | Ma              | Me              | Gi              | Ve              | Sa              | Do              | Lu              | Ma              | Me              | Gi              | Ve              | Sa              | Do              | Lu              | Ma              | Me              | Gi              | Ve              | Sa              | Do              | Lu              | Ma              | Me              | Gi              | Ve              | Sa              | Do              | Lu              | Ma              |                 |                 |
| Dicembre        | Me              | Gi              | Ve              | Sa              | Do              | Lu              | Ma              | Me              | Gi              | Ve              | Sa              | Do              | Lu              | Ma              | Me              | Gi              | Ve              | Sa              | Do              | Lu              | Ma              | Me              | Gi              | Ve              | Sa              | Do              | Lu              | Ma              | Me              | Gi              | Ve              |                 |